# Kuńja (stacja kolejowa)
Kuńja (ros. Кунья) – stacja kolejowa w miejscowości Kuńja, w rejonie kunjińskim, w obwodzie pskowskim, w Rosji. Położona jest na linii Moskwa - Siebież.

## Historia
Stacja powstała na początku XX w. na linii moskiewsko-windawskiej pomiędzy stacjami Żyżyca i Wielkie Łuki.